# Polivska Huta, Volodarsk-Volînskîi
Polivska Huta (în ucraineană Полівська Гута) este un sat în comuna Berezivka din raionul Volodarsk-Volînskîi, regiunea Jîtomîr, Ucraina.

## Demografie
Componența lingvistică a localității Polivska Huta
     Ucraineană (100%)
Conform recensământului din 2001, toată populația localității Polivska Huta era vorbitoare de ucraineană (100%).